# دوبروميل
دوبروميل (Добромиль) هي مدينة في مقاطعة لفيف في أوكرانيا.
يبلغ عدد سكانها حوالي 4773 نسمة.